# ألعاب مكابيه 1969

شعار ألعاب مكابيه 1969.

ألعاب مكابيه 1969 (بالعبرية:1969 משחקי המכביה) هي النسخة الثامنة من ألعاب مكابيه ولقد عقدت في عام 1969 في مدينة رامات غان، إسرائيل ونافس 1450 رياضي من 27 دولة مختلفة في 22 رياضة.
شاركت ألمانيا واليونان للمره الثانية منذ مشاركتها في ألعاب مكابيه 1935.

## الدول التي شاركت
| - الأرجنتين - أستراليا - النمسا - بلجيكا - البرازيل - كندا - تشيلي - الدنمارك | - فنلندا - فرنسا - ألمانيا الغربية - اليونان - غواتيمالا - الهند - إيران - أيرلندا | - إسرائيل - إيطاليا - المكسيك - هولندا - بيرو - جمهورية الكونغو - روديسيا - جنوب أفريقيا | - السويد - سويسرا - تركيا - المملكة المتحدة - الولايات المتحدة - الأوروغواي - فنزويلا |

## روابط خارجية
- ملخصات للألعاب مكابيه